# Cephalocrotonopsis socotrana
Cephalocrotonopsis es un género monotípico de fanerógamas perteneciente a la familia Euphorbiaceae. Su única especie: Cephalocrotonopsis socotrana es originaria de la Isla de Socotora.

## Hábitat
Es una especie común, a veces, dominante, que se encuentra en los bosques submontanos semi-caducifolios y entre los matorrales en las montañas Haggeher, por lo general alrededor de la base de pináculos de granito; a menudo asociada con Rhus thyrsiflora, Allophylus rhoidiphyllus y Dracaena cinnabari, a una altitud de 500-1,050 metros. Abundante en el Haggeher y dice que aumenta en algunas áreas. También dudosamente grabado desde Hamadero en el siglo XIX. Comienza con la hoja, luego las flores y frutos en el invierno y deja caer sus hojas en el verano.

## Taxonomía
Cephalocrotonopsis socotrana fue descrita por (Balf.) Pax y publicado en Das Pflanzenreich IV. 147 II(Heft 44): 15. 1910.
Sinonimia
- Cephalocroton socotranus Balf.f.
- Cephalocrotonopsis socotrana (Balf. f.) Pax